# Ерохин, Александр Константинович
Алекса́ндр Константи́нович Еро́хин (31 января 1900, Томск — 24 августа 1996, Томск) — участник Великой Отечественной войны, командир отделения роты связи 1285-го стрелкового полка 60-й Севской стрелковой дивизии 65-й армии Центрального фронта, ефрейтор. Герой Советского Союза (30.10.1943).

## Биография
Родился в Томске 31 января 1900 года в семье рабочего.  Окончил 4-классное Томское городское училище. В 1917 году окончил курсы телеграфистов. С 1917 года работал телеграфистом на станции Татарская. Когда в конце 1919 года Красная Армия выбила из Западной Сибири войска А. В. Колчака, Александр Ерохин вступил в Красную Армию и воевал в ходе Гражданской войны военным связистом. В 1922 году был демобилизован.
Вернулся в Томск, работал возчиком-грузчиком, экспедитором в кооперативно-промысловой артели, агентом-экспедитором в тресте «Сибавтопромторг». С 1931 года трудился на Томской электростанции. С 1938 года заведовал отделом технического снабжения на Томском весовом заводе.
Во время Великой Отечественной войны пошёл добровольцем в Красную Армию в июле 1941 года. Воевал с октября 1941 года — командир отделения роты связи 1285-го стрелкового полка 60-й Севской стрелковой дивизии. В рядах дивизии воевал на Резервном, Западном, Брянском фронтах. Участвовал в Битве за Москву, в Севской наступательной операции. В декабре 1941 года был тяжело ранен, в марте 1942 года вернулся из госпиталя в свой полк. В октябре 1943 года вступил в ряды ВКП(б).
Ефрейтор А. К. Ерохин совершил выдающийся подвиг в ходе битвы за Днепр. Тогда дивизия действовала в составе 65-й армии Центрального фронта. 17 октября 1943 года выполнял боевую задачу по обеспечению связи с передовым отрядом полка, захватившими плацдарм на правом берегу Днепра в районе западнее посёлка Радуль Черниговской области. С телефонным аппаратом и катушками кабеля на плоту поплыл через Днепр, прокладывая линию связи под ураганным пулемётным и миномётным обстрелом. От близкого разрыва снаряда плот перевернуло, но Ерохин вплавь (в середине октября!) добрался до берега, неся телефон и катушку кабеля на себе. На плацдарме быстро высушил намокший телефон у костра и наладил связь. В ходе дальнейшего боя лично участвовал в отражении нескольких немецких контратак, заменив убитого пулемётчика. Был ранен.
Указом Президиума Верховного Совета СССР от 30 октября 1943 года за успешное форсирование Днепра, прочное закрепление плацдарма на правом берегу реки и проявленные при этом отвагу и геройство ефрейтору Александру Константиновичу Ерохину было присвоено звание Героя Советского Союза с вручением ордена Ленина и медали «Золотая Звезда» (№ 4717).

В январе 1944 года в Полесье Ерохин был ранен в третий раз. Ранение оказалось тяжёлым. После лечения в госпитале был демобилизован в том же году.
В 1948 году закончил Томскую областную партшколу и до 1959 года работал в должности секретаря исполкома Кировского района в Томске. Затем работал экономистом Томского горплана. С 1960 года — персональный пенсионер союзного значения.
Александр Константинович Ерохин скончался 24 августа 1996 года на 97-м году жизни. Похоронен на томском кладбище Бактин.

## Награды
- Герой Советского Союза (30.10.1943, медаль «Золотая Звезда» № 4717)
- Орден Ленина (30.10.1943)
- Орден Отечественной войны 1-й степени (11.03.1985)
- Орден Красной Звезды (24.10.1943)[4]
- Медаль «За боевые заслуги» (10.04.1943)[5]
- Медали

## Память
В 2015 году именем А.К. Ерохина названа средняя общеобразовательная школа №5 им. А. К. Ерохина города Томска .
В 2002 году личные документы А. К. Ерохина Архивная копия от 11 декабря 2017 на Wayback Machine были переданы на государственное хранение в Центр документации новейшей истории Томской области.